# حنين بن إسحاق

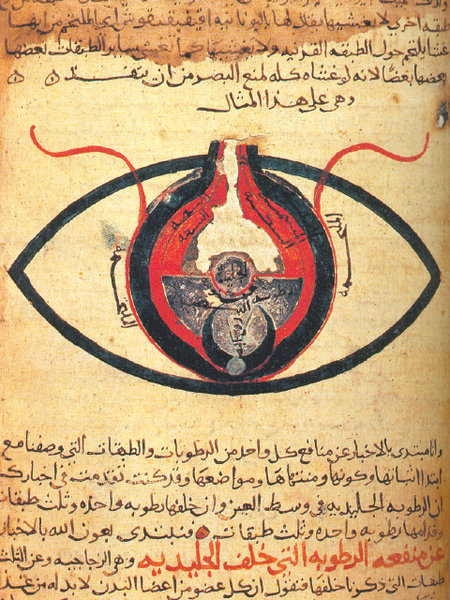
مخطوطة عن تشريح العين لحنين بن إسحاق من كتابه المسائل في العين في المكتبة الوطنية في القاهرة مؤرخة منذ عام 1200م تقريبا.

أَبُو زَيْدٍ حُنَيْنُ بْنُ إِسْحَاقَ الْعَبَّادِيُّ عالم ومترجم وعالم لغات وطبيب عربي، مسيحي نسطوري. من أهل الحيرة بالعراق، ولد عام 194 هـ / 810 مـ، ولدَ لأب يشتغل بالصيدلة علمه اللغات. وهو مؤرخ ومترجم ويعد من كبار المترجمين في ذلك العصر، وكان يجيد - بالإضافة للعربية - السريانية والفارسية واليونانية. قام بترجمة أعمال جالينوس وأبقراط وأرسطو والعهد القديم من اليونانية، وقد حُفظت بعض ترجماته: أعمال جالينوس وغيره من الضياع.
ينتمي حُنين إلى قبيلة العبادي التي تبعت كنيسة المشرق. تعلّم اليونانية والبيزنطية ودرس الطب في بغداد وقد ترقى ليصبح طبيب الخليفة المتوكل. برز حنين بشكل خاص في الترجمة حيث استطاع ترجمة كتب جالينوس وتعليقاته على كتب أبقراط بدقة وهذا النظام اعتمده الكثير من المترجمين اللاحقين لعصره كما قام بتصحيح الكثير من الترجمات المعيوبة والخاطئة.
عينه الخليفة العباسي المأمون مسؤولاً عن بيت الحكمة وديوان الترجمة، وكان يعطيه بعض الذهب مقابل ما يترجمه إلى العربية من الكتب. ورحل كثيراً إلى فارس وبلاد الروم وعاصر تسعة من الخلفاء، وله العديد من الكتب والمترجمات التي تزيد عن المئة، وأصبح المرجع الأكبر للمترجمين جميعاً ورئيساً لطبّ العيون، حتى أصبحت مقالاته العشرة في العين، أقدم مؤلَّف على الطريقة العلمية في طب العيون وأقدم كتاب مدرسي منتظم عرفه تاريخ البحث العلمي في أمراض العين. توفي في سامرّاء عام 260 هـ /873 مـ. ساعده ابنه إسحاق بن حنين وابن أخته حبيش بن الأعسم.
حنين الطبيب:
سمعة حنين بن إسحاق كعالم ومترجم بالإضافة إلى علاقته القوية مع الخليفة المتوكل، جعلت الخليفة يعيّنه طبيبَه الخاص وبذلك انتهت فترة سيطرة عائلة بختيشوع.

## منهجه في الترجمة
قال الصلاح الصفدي: وللتراجمة في النقل طريقان: أحدهما طريق يوحنا بن البطريق وابن الناعمة الحمصي وغيرهما، وهو أن ينظر إلى كل كلمة مفردة من الكلمات اليونانية، وما تدل عليه من المعاني، فيأتي بلفظة مفردة من الكلمات العربية ترادفها في الدلالة على ذلك المعنى فيثبتا وينتقل إلى الأخرى كذلك حتى يأتي على جملة ما يريد تعريبه، وهذه الطريقة رديئة بوجهين: أحدهما أنه لا يوجد في الكلمات العربية كلمات تقابل جميع الكلمات اليونانية، ولهذا وقع في خلال هذا التعريب كثير من الألفاظ اليونانية على حالها. الثاني أن خواص التركيب والنسب الإسنادية لا تطابق نظيرها من لغة أخرى دائماً، وأيضاً يقع الخلل من جهة استعمال المجازات وهي كثيرة في جميع اللغات.
الطريق الثاني في التعريب طريق حنين بن إسحاق والجوهري وغيرهما، وهو أن يأتي الجملة فيحصل معناها في ذهنه ويعبر عنها من اللغة الأخرى بجملة تطابقها، سواء ساوت ألفاظها أم خالفتها، وهذا الطريق أجود ولهذا لم تحتج كتب حنين بن إسحاق إلى تهذيب إلا في العلوم الرياضية لأنه لم يكن قيماً بها، بخلاف كتب الطب والمنطق والطبيعي والإلهي فإن الذي عربه منها لم يحتج إلى الإصلاح.

## من مؤلفاته
- كتاب العشر مقالات في العين.
- كتاب المسائل في العين.
- كتاب تركيب العين.
- كتاب الألوان.
- كتاب تقاسيم علل العين.
- كتاب اختبار أدوية عين.
- كتاب علاج أمراض العين بالحديد.
- الفصول الأبقراطية.
- حيلة البرء.
- القول في حفظ الأسنان واستصلاحها.
- التشريع الكبير.
- كتاب المسائل في الطب للمتعلّمين (وهو المدخل لعلم الطب).
- مقالة في الآجال.

 ترجم:
- ترجم كتاب «المجسطي» لـبطليموس.
- كتاب «تعبير الرؤيا» لأرطميدورس الإفسي.

تقنياته في الترجمة:
كان حنين بن اسحاق على العكس من المترجمين في الحقبة العباسي، فكان ضد ترجمة النص كلمة بكلمة، بل كان يحاول الحصول على المعنى من الموضوع والجمل بالكلي، ثم يعيد كتابة المعلومات في مخطوطة أخرى باللغة السريانية أو العربية. كما جمع نصوصاً من مجموعات مختلفة من كتب تدور حول موضوع ما وعدّلها وحسّن معنى الموضوع.
وساعدت طريقته خلال 100 سنة بجمع كل المعرفة اليونانية تقريبا في الطب.

## وصلات خارجية
- حنين بن إسحاق على موقع الموسوعة البريطانية (الإنجليزية)